# Burak Yılmaz
Burak Yılmaz, född 15 juli 1985 i Antalya, är en turkisk fotbollsspelare som spelar för Fortuna Sittard. Han representerar även det turkiska landslaget.

## Karriär
2009 blev han utlånad från Fenerbahçe till Eskisehirspor och 2010 blev han köpt av Trabzonspor. Han har också spelat i Beşiktaş JK och Galatasaray SK. 
Den 1 augusti 2020 värvades Yılmaz av franska Lille, där han skrev på ett tvåårskontrakt.
Den 21 juni 2022 värvades Yılmaz av Fortuna Sittard.

## Meriter
Beşiktaş
- Vinnare av Turkiska cupen: 2006/2007
- Vinnare av Turkiska supercupen: 2006

 Trabzonspor
- Vinnare av Turkiska cupen: 2009/2010
- Vinnare av Turkiska supercupen: 2010

 Galatasaray
- Vinnare av Süper Lig: 2012/2013, 2014/2015
- Vinnare av Turkiska cupen: 2013/2014, 2014/2015
- Vinnare av Turkiska supercupen: 2013, 2015

 Lille
- Vinnare av Ligue 1: 2020/2021